# Iraceminha
Iraceminha is een gemeente in de Braziliaanse deelstaat Santa Catarina. De gemeente telt 4.328 inwoners (schatting 2009).